# Paladyni
Paladyni (Les Paladins) – komedia muzyczna (comédie-balet) Jeana-Philippe’a Rameau w trzech aktach z roku 1760.

## Historia utworu
Po sześciu latach milczenia wypełnionego przerabianiem i wznawianiem starszych utworów Rameau powraca z nowym utworem, napisanym do libretta Duplata de Monticourt. Jego premiera miała miejsce 12 lutego 1760 roku w Académie Royale de Musique w Paryżu i była ostatnią premierą Rameau. Utwór nie został doceniony przez publiczność i po piętnastu zszedł z afisza. Ponownie został wystawiony dopiero w 1967 roku w Operze Lyońskiej przez Renée Viollier. Oryginał wykonano dopiero w roku 1990, na scenę zaś powrócili Paladyni dopiero w 2004 roku, w głośnej i budzącej spory inscenizacji José Montalvo, pokazanej potem także w Caen, Londynie, Szanghaju i Bazylei, a w 2006 roku ponownie w Châtelet, w Atenach i Tokio.

## Osoby

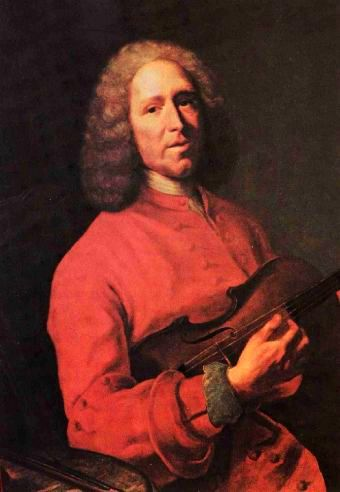
Jean-Philippe Rameau

| Rola                                       | Głos   | Aktor |
| ------------------------------------------ | ------ | ----- |
| Argie, księżniczka uwięziona w zamku       | sopran |       |
| Atis, ukochany Argie                       | tenor  |       |
| Nerina, powiernica Argie                   | sopran |       |
| Anzelm, senator więżący Argie w swym zamku | bas    |       |
| Orkan, dowódca straży Anzelma              | tenor  |       |
| Manto, wróżka                              | sopran |       |

## Treść

### Akt I
Argie zamknięta w wieży wzdycha do ukochanego Atisa (Triste séjour). Z rozkazu jej ciemięzcy starego senatora Anzelma strzeże jej Orkan, wzdychający do jej powiernicy Neriny. Nerina próbuje wykorzystać tę jego słabość, by odzyskać wolność (Seras-tu toujours inflexible). Orkan jednak nie ulega jej namowom. Tymczasem wraz z grupą pielgrzymów nadchodzi Atis (Venez tous en pèlerinage). Uradowana Argie wita go serdecznie, jego i towarzyszącą mu wróżkę Manto. Przebranych za pielgrzymów spiskowców przyłapuje Orkan. Pada jednak pod ciosem Atisa, a wszyscy sławią męstwo młodzieńca (Hommage, rendons tous hommage). Akt I kończy się przybyciem Anzelma i ucieczką Atisa i jego pielgrzymów.

### Akt II
Anzelm wyśpiewuje swoją troskę o ukochaną, którą chciałby pocieszyć po długiej nieobecności (Mon coeur, tu n'as que peu d'instants). Orkan powiadamia swego pana o pojawieniu się w okolicy grupy pielgrzymów. Argie w pielgrzymim stroju powiadamia Anzelma, że odchodzi wraz z Atisem. Anzelm zdaje się być jej przychylny i obiecuje jej podarunek. Myśli o truciźnie i sztylecie, którym Orkan ma wyprawić Atisa na tamten świat. Rozmowę Anzelma z Atisem podsłuchała Nerina, teraz jest świadkiem wahań Orkana (Je puis donc venger). Chcąc utwierdzić Orkana w jego wątpliwościach, roztacza przed nim swe wdzięki (C'edt trop soupirer). Ich rozmowę przerywa przybycie Demonów i Furii, za które przebrali się Paladyni Atisa. Paladyni odbierają Orkanowi jego broń (Par ce fer tu périras - Je suis la furie). Zadowoleni z podstępu Paladyni świętują połączenie Atisa i Argie (Formez les noeuds les plus charmants). Anzelm jednak nie poddaje się, wysyła przeciw spo=iskowcom swoje wojska. Atis ze swoimi towarzyszami zamyka się w zamku.

### Akt III
W chwili gdy Anzelm atakuje zamek (Tu vas tomber sous mapuissasnce!), wróżka Manto zamienia go w chiński pałac, sama zaś staje przed Anzelmem w stroju pięknej niewolnicy. Anzelm ulega jej urokowi, a ona wyznaje mu miłość, przyrzekając, że i ona i pałac będą do niego należeć jeśli złoży przysięgę na wierność (Je ne veux que ta foi). Anzelm waha się. Manto tymczasem przyzywa Argie, która wybucha obrzeniem na to, że Anzelm składa hołdy innej kobiecie (Tu me suivras). Manto łączy dłonie Argie i Atisa (Amour chante, l'Hymen soupire).

## Charakterystyka
Libretto Montricourta opiera się na pomyśle La Fontaine'a pochodzącym od Ariosta. Zwariowana całość pozwoliła Rameau na wprowadzenie szeregu śmiałych rozwiązań stylistycznych i formalnych, przypominających Verdiego z Falstaffa. Pamiętając o sporze o włoskich komików, „Querelle des Bouffons”, Rameau wprowadził do utworu kilka znakomitych scen zespołowych: duet Neriny z Orkanem, Argie z Atisem, czy tercet Anzelma z Argie i Manto. Nerina występuje w stylu komicznym rodem z opery buffa, jej pani otwiera operę w czystym stylu tragedii muzycznej, po czym pozwala sobie na szereg zmian stylu. Rameau chętnie sięga w tym utworze na użytek farsowy po elementy tragiczne. Anzelm otwiera akt II patetycznym monologiem, którym się tylko ośmiesza, rodem z tragedii jest też skarga Orkana. Na uwagę zasługują też numery taneczne, jak chociażby Bardzo Wesołe Wejście Trubadurów. Słabsze libretto powoduje, że Paladyni nie dorównują Platei, są jednak niewątpliwie drugim komicznym arcydziełem Rameau.